# محطة تحلية المياه في صفاقس
محطة تحلية المياه في صفاقس هي محطة لتحلية مياه البحر في مدينة صفاقس في تونس، وهي في المرحلة التجريبية بواقع 4 وحدات. وتعمل المحطة باستخدام طريقة التناضح العكسي. يشرف على إدارة وتطوير المنشأة شركة مرافق المياه التونسية والشركة الوطنية لاستغلال وتوزيع المياه. وهو ممول من الوكالة اليابانية للتعاون الدولي، بتكلفة مليار دينار تونسي (341 مليون دولار أمريكي) على فترة سداد تصل إلى 25 سنة وفترة سماح تصل إلى 7 سنوات.
وقع الاختيار على تحالف من شركات أوروبية ومصرية لتنفيذ أعمال الهندسة الميكانيكية والمدنية والهيدرولوجية للمشروع. وقد دخل المشروع حيز العمل التجريبي في يوليو 2024 لأول وحدتين، ثم أطلق العمل بالوحدتين الثالثة والرابعة في سبتمبر من نفس العام.

## الموقع
بنيت المحطة على مساحة 20 هكتار (49 فدان) على أراضي قرية قرقور التونسية، على بعد 20 كم تقريباً جنوب مدينة صفاقس. وتُعدّ صفاقس ثاني أكبر مدينة في تونس، وتبعد حوالي 267 كيلومتراً جنوب العاصمة تونس.

## أهداف المشروع
الهدف الرئيس من المشروع هو تحسين "كمية ونوعية مياه الشرب" المتاحة لسكان ولاية صفاقس (صفاقس الكبرى). حيثُ كانت إمدادات مياه الشرب في محيط مدينة صفاقس تعاني من نقصٍ حاد. وقد أعرب السكان بعدة مواقف عن استيائهم من جودة مياه الشرب المتاحة لهم. وسيستفيد من المشروع مليون مواطن، كما سيساهم في تقليل الطلب على مياه الشمال.
يشمل المشروع إنشاء مدّ أنابيب سحب المياه المالحة من البحر الأبيض المتوسط، وبناء محطة تحلية المياه، ومدّ أنابيب تصريف المحلول الملحي إلى البحر، ومحطة ضخ، ومنشأة لتخزين المياه العذبة، وأنابيب لنقل المياه العذبة إلى شبكة المياه في مدينة صفاقس.
تشمل مشاريع تطوير البنية التحتية الأخرى إنشاء خط نقل كهرباء عالي الجهد بطول 15 كيلومترًا (9 أميال)، بجهد 150 كيلو فولت للجهد العالي، و30 كيلو فولت للجهد المتوسط. ويتألف خط الكهرباء من 40 برجًا. وذلك لإنتاج 100 ألف متر مكعب من الماء يوميًا في المرحلة التجريبية، و200 ألف متر مكعب يوميًا في المرحلة النهائية. ومن الممكن أن تصل إلى 250 ألف متر مكعب يوميًا.

## البناء
مُنح لتحالف يضم 3 شركات أجنبية لعقود الهندسة والمشتريات والبناء (EPC) في أغسطس 2021، وكان قد اعتمد شرط وجود عائد مالي 200 مليون يورو للشركات التي سيقع عليها الاختيار، والذي أدى لاقصاء الشركات المحلية من المنافسة. لكنه سرعان ما توقف العمل بالمشروع بسبب جائحة كورونا، ثم أعيد العمل به. يوضح الجدول الآتي الأعضاء في التحالف:
| الترتيب | الشركات              | المقر                    | الاختصاص                                                                         | مراجع |
| ------- | -------------------- | ------------------------ | -------------------------------------------------------------------------------- | ----- |
| 1       | Tedagua              | إسبانيا                  | شركة مختصة في مجال الحصول على المياه، ومعالجتها، واستعادة المياه المُعاد تدويرها. | [ 8 ] |
| 2       | ماتيتو               | الإمارات العربية المتحدة | مجموعة هندسة المياه التي تركز على المواد الكيميائية والمرافق والتصميم والبناء.   | [ 8 ] |
| 3       | أوراسكوم كونستراكشون | مصر                      | شركة مقاولات في مجال الهندسة والتوريد والبناء (EPC).                             | [ 8 ] |

وتقع مسؤولية التمديدات الكهربائية، بما في ذلك خط نقل 150 كيلو فولت ومحطة التحويل (المحطة الفرعية) على عاتق شركة الكهرباء التونسية والشركة التونسية للكهرباء والغاز (STEG).
وكجزء من عقد الهندسة والتوريد والبناء، سيشغل اتحاد البناء المحطة لمدة لا تقل عن عامين، قبل تسليمها إلى الشركة الوطنية لاستغلال وتوزيع المياه (سونيدي).